# Hijos de Pablo Esparza Bodegas Navarras
Hijos de Pablo Esparza Bodegas Navarras es el nombre por el que se conoce a la empresa centenaria navarra Hijos de Pablo Esparza - Bodegas Navarras SA, actualmente operando bajo la marca Grupo Basarana Las Cadenas desde finales de 2017, debido a sus dos productos más conocidos: Pacharán Basarana y Anís Las cadenas.
La empresa de licores es una de las más antiguas de España aún operativas, siendo junto a San Miguel, Fábricas de Cerveza, S.L.U., una de las pocas empresas surgidas en el siglo XIX que aún operan bajo su propia marca comercial sin haber sido absorbidas.
El Grupo Basarana Las Cadenas pertenece a Adefan (Asociación para el Desarrollo de la Empresa Familiar Navarra), una asociación que reúne un centenar de empresas navarras de titularidad familiar que suponen alrededor del 15% del PIB foral.
Los actuales propietarios de la empresa: Cristina Esparza, Mª Victoria Cuesta, Pablo Esparza y Sagrario Esparza, son la 5.ª generación de la familia en dirigir la misma.

## Historia

### Surgimiento de la empresa
Hijos de Pablo Esparza es una empresa que surgió en la localidad ribereña navarra de Falces en 1872, dedicándose a la creación de bebidas espirituosas. Doce años después de la fundación de la empresa, Hijos de Pablo Esparza comenzó su producción de Anís, según cuentan, gracias a una receta de un peregrino francés. No fue hasta el año siguiente, en 1885, que la empresa se trasladaría a la localidad de Villava, en la Cuenca de Pamplona, donde actualmente aún permanece la sede.

### Segunda generación
Durante los primeros años de la empresa, los servicios eran diversos, ya que aparte de la producción de bebidas, también se dedicaban a la venta de aceites a granel, brandys y vinos. Además, se dedicaban a la reparación de carromatos y coches de caballos en su fábrica.
A la muerte del fundador de la compañía en 1918, Pablo Esparza y Velázquez de Carvajal, la segunda generación de los dueños registró la marca comercial "Anís Las Cadenas" y se diseño su distintiva botella, que se lleva utilizando hasta la fecha. Durante este período, la empresa tuvo que sortear los problemas producidos por la guerra civil española y su posterior posguerra. Durante la guerra, algunas de las instalaciones de la empresa fueron utilizadas para usos de corresponsalía bancaria y telegráfica.

### Tercera generación
En 1940, al comienzo de la tercera generación, Hijos de Pablo Esparza absorbió a Bodegas Navarras, dando como resultado la actual empresa en firma de Sociedad Anónima.
En 1942, Hijos de Esparza, Bodegas Navarras SA duplicó su superficie empresarial y realizó su primera exportación internacional de sus productos.

### Cuarta generación
Con la llegada de la cuarta generación, comenzó la mecanización de la producción, el comienzo de la producción del pacharán, muy cónico desde entonces, y el fin del comercio de productos a granel (las reparaciones de carromatos habían cesado mucho antes).

### Actualidad (Quinta generación)
La actual generación ha respondido a las crisis vividas en los últimos tiempos y ha convertido a la firma en una empresa capaz de competir en el mercado internacional cada vez más globalizado, así, se ha convertido a Hijos de Esparza - Bodegas Navarras SA en una empresa de referencia en sus productos, los cuales se han ampliado en gama con licores de frutas, licor de endrinas, orujos y whisky pêche y piña.
La empresa ha recibido una cantidad notable de premios de índole nacional e internacional, uno de los más destacados es la concesión del premio Licor Español del Año 2016 por parte de la New York International Spirits Competition.

#### Viraje a grupo empresarial
El 22 de diciembre de 2017, la firma Hijos de Esparza - Bodegas Navarras SA solicitó a la Oficina Española de Patentes y Marcas (EOPM), mediante su delegado en Madrid, el registro de la marca comercial Grupo Basarana Las Cadenas. La marca fue concedida por la OEPM a la empresa el 20 de abril de 2018, publicando la resolución del expediente M-3693685 en el Boletín Oficial de la Propiedad Industrial (BOPI) ese día.

## Productos
La gama de productos de Grupo Basarana Las Cadenas es la siguiente:
| Anís y anisados - Anís Las Cadenas - Anisado Las Cadenas Pacharán - Basarana, etiqueta negra - Ezcaba Licor de endrinas - Basarana 20 - Kantxa - Eskartxa - Txistera | Licores de frutas - Esparza Orujos - Las Cadenas Whisky - Pêche Licor de Piña - Mariette |

## Presencia en el sector
Grupo Basarana Las Cadenas es una de las compañías que forman parte del Consejo Regulador del Pacharán Navarro (el consejo de la IGP Pacharán Navarro).
La compañía pertenece a Adefan, la Asociación para el Desarrollo de la Empresa Familiar Navarra, que aglutina a 100 empresas de propiedad familiar que suponen un 15% del PIB foral.